# Charles III Le Moyne
Pour les articles homonymes, voir Le Moyne.
Charles III Le Moyne (Longueuil, 18 octobre 1687 - Montréal 17 janvier 1755) fut le second baron de Longueuil. Il succéda en 1729 à son père Charles II Le Moyne, fils de Charles Le Moyne. Il fut gouverneur de Montréal, et administrateur par intérim de la Nouvelle-France

## Biographie
Charles III Le Moyne est le fils de Charles II Le Moyne, qui fut administrateur général de la Nouvelle-France par intérim; celui-ci le nomme le 28 avril 1726, commandant du Fort Niagara. En juin 1733, il est nommé major des troupes du gouvernement de Montréal; puis en 1739, le gouverneur-général Charles de Beauharnois l'envoie en Louisiane, pour aider le gouverneur de Louisiane Jean-Baptiste Le Moyne de Bienville contre la tribu des Chicachas. Il rentre à Montréal en 1740; et quelques années plus tard, le 23 mai 1749, Louis XV le nomme gouverneur de Montréal. À la suite de la mort du gouverneur-général La Jonquière, l'intendant François Bigot lui accorde la charge d'administrateur de la Nouvelle-France; mais il n'obtient pas du roi de conserver sa charge, car il avait nommé (avant même la mort du maquis de la Jonquière) le marquis de Menneville. Au mois d'août 1752, il retrouve sa charge de gouverneur de Montréal.